# Turzyca dzióbkowata
Turzyca dzióbkowata (Carex rostrata Stokes) – gatunek rośliny z rodziny ciborowatych. Występuje na półkuli północnej wkołobiegunowo w klimacie subpolarnym i umiarkowanym, w Europie, Azji i Ameryce Północnej. W Polsce jest rozpowszechniony zarówno na niżu, jak i w górach.

## Morfologia

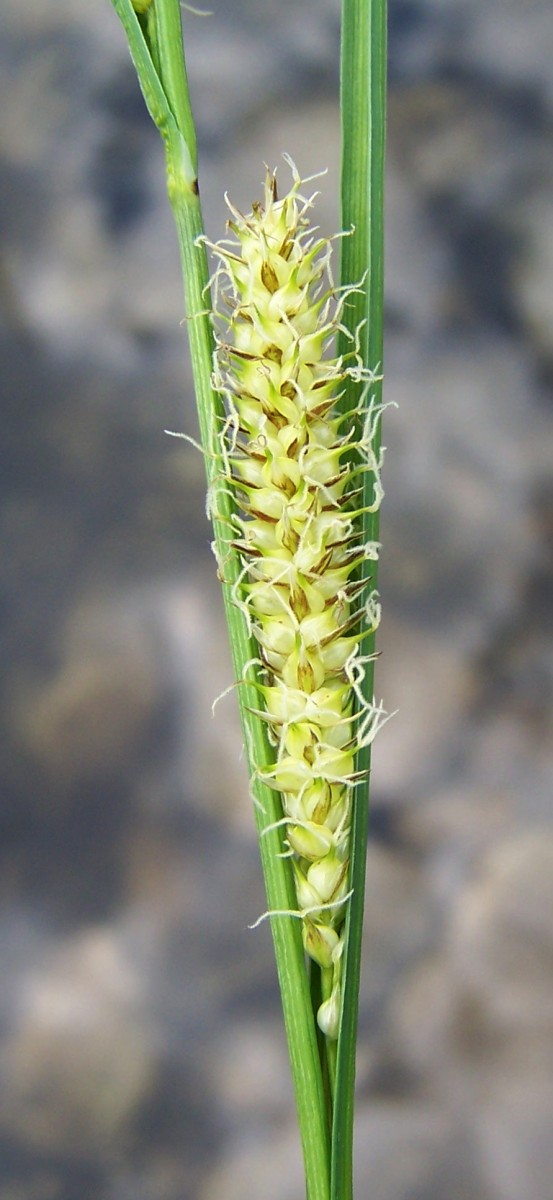
Kłos żeński

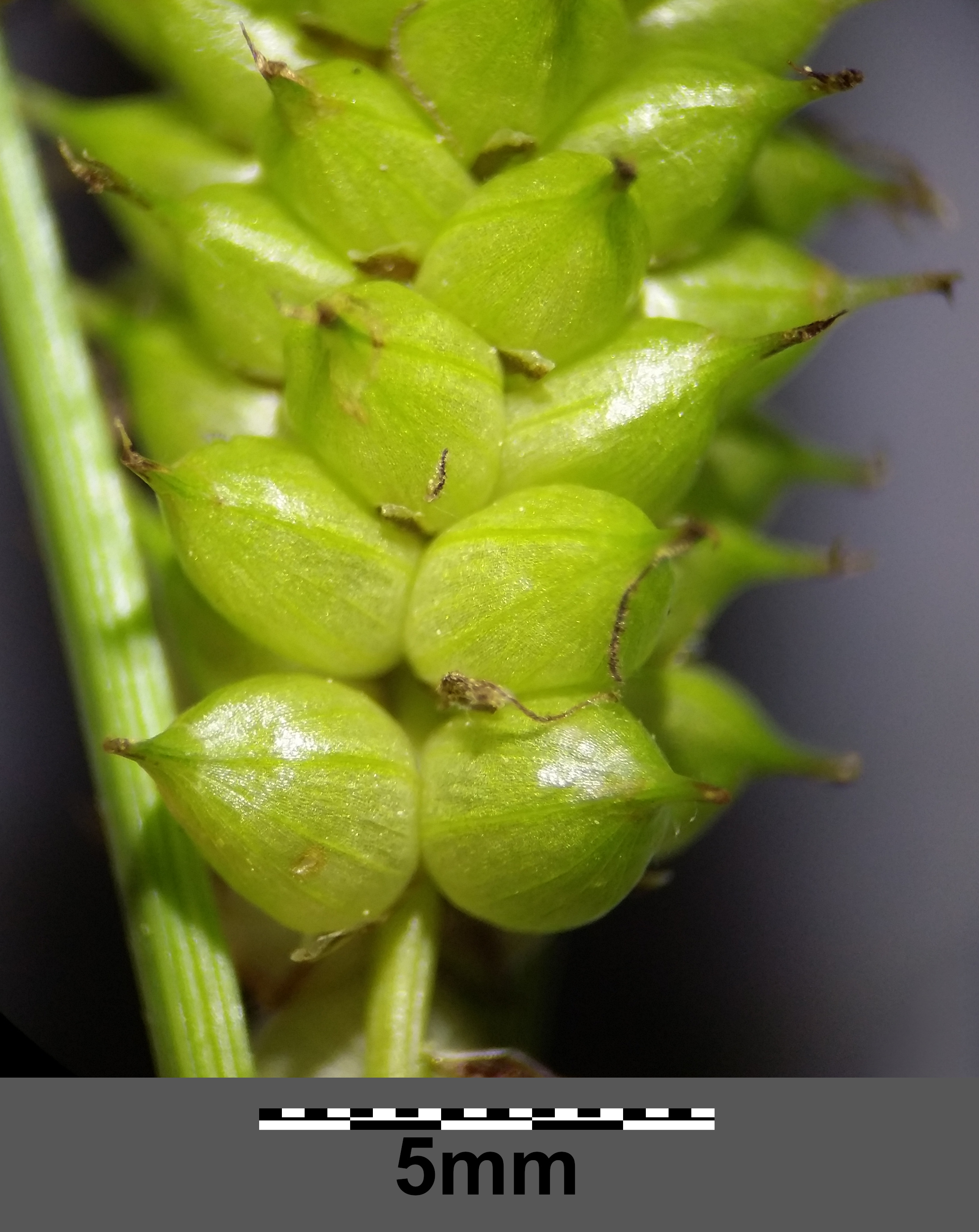
Fragment kłosa z owocami

ŁodygaProsto wzniesiona,  tępokanciasta, o wysokości (wraz z kwiatostanem) 30–80 cm. Jest gładka, a jedynie w obrębie kwiatostanu jest szorstka. Roślina wytwarza rozłogi.
LiścieMają szerokość 3–5 mm, są sinozielone i rynienkowate. Podsadki kłosów są dłuższe od kwiatostanu i wyrastają z bardzo krótkiej pochwy.
KwiatyZebrane w kłosy. Na jednej łodydze występują 2–3 kłosy męskie i 2–4 kłosy żeńskie. Kłosy męskie występują na szczycie łodygi. Są wzniesione, wąskowałeczkowate i  mają brązowawy kolor. Kłosy żeńskie są krótkojajowate, grubsze od męskich, również wzniesione i mają żółtą barwę. Przysadki kwiatowe są podłużnie jajowate, czerwonobrunatne z zielonym nerwem, są zaostrzone i krótsze od pęcherzyków. Słupki z trzema znamionami.
OwocePęcherzyki nagie, mają widoczne unerwienie i zakończone są krótkim dzióbkiem z dwoma rozchylonymi ząbkami (stąd pochodzi łacińska i polska nazwa gatunkowa). Są żółtozielone i poziomo odstające.

## Biologia i ekologia
Bylina, hemikryptofit, hydrofit. Kwitnie do maja do czerwca. Jest wiatropylna, nasiona rozsiewane są przez wiatr i wodę. Występuje na bagnach, w rowach, na brzegach wód, w szuwarach. Gatunek charakterystyczny dla  związku (All.) Magnocaricion i Ass. Caricetum rostratae.  Liczba chromosomów 2n= 78-82.

## Zmienność
Tworzy mieszańce z t. brzegową (Carex riparia), t. ciborowatą (Carex pseudocyperus), t. gładkodzióbkową (Carex rhynchophysa), t. nitkowatą (Carex lasiocarpa), t. pęcherzykowatą (Carex vesicaria).